# Stal Kamianske
Maillots
Le Futbolny Klub Stal Kamianske (en ukrainien : Футбольный Клуб Сталь Кам'янське), plus couramment abrégé en Stal Kamianske, est un ancien club ukrainien de football fondé en 1926 puis disparu en 2018 et basé dans la ville de Kamianske.
Il évolue en première division ukrainienne entre 2015 et 2018 avant de disparaître lors de cette dernière année.

## Histoire
Il se classe 8e du championnat d'Ukraine de 1re division lors de la saison 2015-2016, puis 9e en 2016-2017, et enfin 12e (et dernier) du championnat en 2017-2018.

## Palmarès
| Compétitions nationales |
| --- |
| - Championnat d'Ukraine de D2 : - Vice-champion : 2015. - Championnat d'Ukraine de D3 (1) : - Champion : 2004. - Vice-champion : 2014. |

## Personnalités du club

### Présidents du club
| - Maksym Zavhorodniy (2001 - 2005) - Oleh Dubina (2005 - 2007) - Maksym Zavhorodniy (2007 - 2010) | - Illia Buha (2010 - 2011) - Maksym Zavhorodniy (2011 - 2015) - Vardan Israelian (2015 - 2018) |

### Entraîneurs du club
| - Oleksandr Sevidov (2004 - 2005) - Andriy Huzenko (2012) - Volodymyr Mazyar (2013 - 2016) | - Erik van der Meer (2016 - ) - Leanid Koutchouk |